# Anglik

Az Angeln tájegység Schleswig-Holstein keleti részén

Az anglik (latinul: anglius, többes szám: anglii) a germán népek közé tartoztak. Hazájuk a mai Németországban, Schleswig és Mecklenburg területén volt. Javarészük az 5. században a szászokkal és a jütökkel együtt Britanniába vándorolt, de a kontinensen is voltak maradványaik Észak-Türingiában, Merseburg környékén, ahol egy Engilin nevű megye tőlük kapta a nevét.

## Történetük

Az anglik településterülete angliai hódításuk nyomán (rozsdabarna színnel jelölve)

Tacitus Germania című munkájában (i. sz. 98) azt írta róluk, hogy a Nerthus-szövetséghez tartoztak. Nerthus a Földanya (latinul Terra Mater) germán megfelelője, a Föld istennője volt, akit a Balti-tenger partján letelepedett hét germán törzs tisztelt. Első ismert lakóhelyük a mai Schleswig-Holstein keleti részén volt, ahol az Angeln tájegység neve rájuk emlékeztet. Az anglik régészeti örökségéhez tartoznak a lápvidék kultuszhelyei (például a Thorsberger Moor Süderbrarupnál, Schleswig-Flensburg járásban). Temetkezésük urnás volt.
Az anglik törzse az 5. századtól kezdve részt vett a germánok britanniai partraszállásában. A Jütlandból származó jütökkel és a szászokkal együtt támadva nyugatra szorították a mai Angliában már letelepedett és a rómaiak alatt romanizálódott kelta csoportokat. A 8. században a történetíró Beda Venerabilis Historia ecclesiastica gentis Anglorum (Az anglik nemzetségének egyházi története) című művében emlékezett meg róluk.
A hódító germán törzsek közül a politikai ellenőrzést Dél- és Közép-Anglia legnagyobb része fölött hamarosan a szászok vették át, de az anglik lettek az ország névadói. Az angolszászok elnevezés a szászokkal történt, már Angliában lezajlott összeolvadásukra utal.
Az anglik egy része nem vándorolt Angliába, hanem dél felé vándorolt schleswig-holsteini hazájukból, és végül etnikailag egyesült a türingekkel. Karoling-kori oklevelek említést tesznek egy Engilin nevű tartományról (pagus/Gau) az Unstrut partján. Ez a név az angli népcsoport délre vándorolt részének lakóterületére utal.